# Soulská státní univerzita
Soulská státní univerzita (korejsky 서울대학교 – Sŏul tähakkjo) je státní univerzita v Soulu, hlavním městě Jižní Korey. Byla založena v roce 1946 a je považována za nejprestižnější univerzitu v zemi. K roku 2018 měla přibližně osmadvacet tisíc studentů, z toho přibližně dvanáct tisíc postgraduálních.

## Kampusy
Hlavní kampus má univerzita v Kwanaku v Soulu. Je po ní pojmenována přilehlá stanice na lince 2 zdejšího metra. Další kampus je v čtvrti Tähangno a další v okrese Pchjongčchang přibližně 180 kilometrů východně od Soulu v provincii Kangwon.

## Absolventi
- Sin Hjonhwak (1920–2007), politik, jihokorejský premiér
- Pan Ki-mun (*1944), diplomat a generální tajemník OSN
- I Munjol (*1948), jihokorejský spisovatel